# هشام الهاشمی
هشام الهاشمی (عربی: هشام الهاشمی) (۹ مه ۱۹۷۳–۶ ژوئیه ۲۰۲۰) مورخ عراقی و محقق در امور امنیتی و استراتژیک و گروه‌های افراطی بوده و در پرونده داعش و حامیان آن تخصص داشت. وی همچنین مشاور دولت عراق در مقابله با تروریسم بود. الهاشمی در ۶ ژوئیه ۲۰۲۰ مقابل منزلش بر اثر حمله مسلحانه کشته شد.

## زندگی‌نامه
هشام الهاشمی در سال ۱۹۷۳ در بغداد متولد شد. او یک مورخ و محقق در امنیت و امور استراتژیک بود.
از سال ۱۹۹۷ پیرو گروه‌های اسلامی عراق بوده‌است و در زمینه نسخه‌های خطی نوین و امور «فقهی» نیز فعالیت‌هایی داشت.
وی دارای مدرک لیسانس اقتصاد و مدیریت دپارتمان آمار بود؛ و همچنین دارای مدرک علمی در «حدیث پیامبر» بود و به تاریخ الحافظ الذهبی علاقه‌مند بود. او توسط رژیم صدام حسین دستگیر و به زندان محکوم شده بود و در سال ۲۰۰۲ از زندان آزاد شد. سپس از سال ۲۰۰۳، در مطبوعات مشغول به کار شد و شروع به نوشتن گزارش و مقاله در روزنامه‌ها و منابع خارجی کرد، وی همچنین در مورد فعالیت‌های گروه‌های مسلح در عراق وبلاگ نویسی می‌کرد.

## موضوع کار
- مدیر برنامه امنیت ملی و مبارزه با تروریسم در مرکز مطالعات و تحقیقات استراتژیک AKD.[۱۵]
- مشاور امنیتی سندیکای روزنامه‌نگاران عراق.
- عضو کمیته علمی کنفرانس بغداد در زمینه مبارزه با تروریسم.
- مدرس مبارزه با تروریسم در دانشکده‌های امنیتی.
- بازدید تحقیقی در مرکز مطالعات استراتژیک ریورز.
- عضو تیم مشاوران کمیته اجرا و پیگیری آشتی ملی در دفتر نخست‌وزیر عراق.
- مشاور امنیتی در امور آزادی‌های خبرنگاران عراق.

## مرگ
شامگاه ششم ژوئیه سال ۲۰۲۰ هشام الهاشمی، در مقابل خانه‌اش بر اثر حمله مسلحانه دو موتور سوار و تیراندازی به او در اتومبیل، مقابل خانه وی در منطقه زیونه در بغداد، از ناحیه سر و شکم مجروح شده و در بیمارستان ابن النفیس در اثر جراحات وارده جان باخت.

### عاملان احتمالی ترور
- بی‌بی‌سی فارسی طی گزارشی تحلیلی به موضوع عاملان ترور هشام پرداخته و نوشته‌است، با اینکه هیچ گروهی تا به امروز مسئولیت مرگ او را نپذیرفته‌است، اما بسیاری از کاربران شبکه‌های مجازی، گروه کتائب حزب‌الله که از طرف ایران حمایت می‌شود را به دست داشتن در این ترور متهم کرده‌اند.[۱۸]
- منابع عراقی ابوعلی العسکری، گروه شبه‌نظامی نزدیک به ایران، را متهم اصلی ترور تحلیل‌گر عراقی هشام الهاشمی می‌دانند. کانال الحره آمریکا نام اصلی ابوعلی العسکری را حسین مونس معرفی کرد. مونس عضو کتائب حزب‌الله و از مشاوران امنیتی و نظامی این گروه است.[۱۹]
- به گفته سایت الحره «گروه‌های طرفدار ایران» و به گفته غیث التمیمی رهبر جنبش مواطنیون عراق کتائب حزب‌الله عراق الهاشمی را قبل از ترورش تهدید کرده بودند.[۲۰][۲۱][۲۲]
- ایسنا به‌نقل از عراق الیوم بر اساس توییتی از خبرگزاری اعماق وابسته به داعش، این گروه را مسئول ترور معرفی کرد.[۲۳]

### واکنش‌ها
- سازمان همکاری اسلامی ترور هشام الهاشمی، پژوهشگر و کارشناس سیاسی عراقی را به شدت محکوم کرد.[۲۴]
- مصطفی الکاظمی نخست‌وزیر عراق ضمن ابراز تأسف و اندوه گفت: قاتلان هشام بایستی در برابر عدالت قرار گیرند، وی تأکید کرد که هرگز اجازه نمی‌دهیم که عراق به کشور باندهای مافیایی موازی تبدیل شود.[۲۵]
- برهم صالح رئیس‌جمهوری عراق و محمد الحلبوسی رئیس مجلس عراق، ترور هشام الهاشمی را محکوم کردند. برهم صالح این عمل را جنایتی حقیرانه خواند.[۲۶]
- حشد شعبی عراق در بیانیه ای با شهادت خواندن قتل الهاشمی، این حادثه را تسلیت گفت و خواستار پیگیری آن توسط نیروهای امنیتی و دستگیری قاتلان شد.[۲۷][۲۸]
- سفارت ایران در بغداد ضمن انتشار بیانیه ای با مجرمانه خواندن این ترور آن را به شدت محکوم کرد و هدف از آن را «ایجاد تفرقه» دانست.[۲۹][۳۰]
- مایک پومپئو روز چهارشنبه با اشاره به ترور هشام الهاشمی گفت عراق در رویدادی فاجعه‌بار، روزنامه‌نگار برجسته‌اش را از دست داد. وی افزود الهاشمی «در روزهای منتهی به مرگش بارها از سوی گروه‌های مسلح مورد حمایت ایران تهدید شده بود».[۳۱]
- سفیر بریتانیا در بغداد نسبت به کشته شدن هشام الهاشمی «عمیقاً ابراز اندوه» کرده و گفت «عراق یکی از بهترین‌های خود را از دست داده‌است: مردی فرهیخته و دلیر».[۳۲]
- دفتر نمایندگی اتحادیه اروپا در بغداد نسبت به ترور این روزنامه‌نگار منتقد ابراز همدردی کرده و خواستار پیگیری سریع و محاکمه عاملان این ترور شد.[۳۳]
- کتائب حزب‌الله عراق بیانیه ای صادر کرد و گفت که «سرعت آماده‌سازی و واردکردن اتهامات به مخالفان طرح اشغالگری، نشان می‌دهد ابزار قتل و اتهام یکی است.»[۳۴][۳۵][۳۶]
- مایک پمپئو در یک کنفرانس مطبوعاتی گفت: «در روزهای قبل از مرگ، وی تهدیدهای مکرر از طرف گروه‌های مسلح مورد حمایت ایران دریافت کرده بود.» وی از دولت عراق خواست که عاملان این جنایت هولناک را به سرعت به دست عدالت بسپارد.[۳۷]

### پس از حادثه
الکاظمی نخست‌وزیر عراق، دستور عزل فرمانده لشکر یکم پلیس فدرال عراق را صادر کرد. وی همچنین یکی از خیابانهای بغداد را به نام الهاشمی نامگذاری کرد.عثمان الغانمی وزیر کشور عراق نیز دستور تشکیل کمیته‌ای تحقیقاتی دربارهٔ ترور هشام الهاشمی را صادر کرد که ریاست آن با معاون امور اطلاعاتی وزارت کشور است.

## تشییع و خاکسپاری
پیکر هشام الهاشمی در روز سه شنبه ۷ ژوئیه توسط ده‌ها نفر در بغداد تشییع و پس از انتقال به شهر نجف در قبرستان وادی‌السلام به خاک سپرده شد.
تشییع جنازه نمادین: روز سه شنبه ۷ ژوئیه تابوت هشام الهاشمی در میدان تحریر بغداد به‌صورت سمبلیک تشییع شد، تشییع کنندگان تصاویر رهبر جمهوری اسلامی ایران علی خامنه‌ای درحالی‌که خون از دهانش جاریست و بر روی آن عبارت «خامنه‌ای قاتل» نوشته شده بود را حمل می‌کردند شعار می‌دادند «حزب‌الله دشمن خدا». بیش از دو ساعت تابوت سمبلیک هاشمی برروی دوش تظاهرکنندگان عراقی بود و با اندوه میدان تحریر، مرکز تحصن‌های بغداد را طواف می‌کردند. آنها از دولت عراق خواستار قصاص قاتلان وی شدند.